# The Second Album
Albums de The Spencer Davis Group
Their First LP
(1964) Autumn `66
(1966)
The Second Album est, comme son nom l'indique, le deuxième album de The Spencer Davis Group.

## Liste des titres
| No  | Titre                            | Durée |
| --- | -------------------------------- | ----- |
| 1.  | Look Away                        |       |
| 2.  | Keep On Running                  |       |
| 3.  | This Hammer                      |       |
| 4.  | Georgia on My Mind               |       |
| 5.  | Please do Something              |       |
| 6.  | Let Me Down Easy                 |       |
| 7.  | Strong Love                      |       |
| 8.  | I Washed My Hands in Muddy Water |       |
| 9.  | Since I Met You Baby             |       |
| 10. | You Must Believe Me              |       |
| 11. | Hey Darling                      |       |
| 12. | Watch Your Step                  |       |